# Virama
Virama (sânscrito: विराम, virāma,  ्) é o termo genérico para o diacrítico em muitas escritas brâmicas, incluindo o Devanágari e as escritas Nágari ocidentais, sendo usado para suprimir a vogal inerente que ocorre associada a cada consoante. A palavra vem do sânscrito e significa "cessação, término, fim". Como palavra sânscrita, é empregada no lugar de vários termos específicos nas línguas da Índia e do sudeste asiático.
Em Devanágari e muitos outras escritas alfassilábicas (abugidas) do Subcontinente indiano, o virama é utilizado para cancelar a vogal inerente de uma consoante letra e representa uma consoante sem vogal, uma consoante "morta". Por exemplo, em Devanágari,
1. क é uma consoante, "ka",
2. ् é um virama; portanto,
3. क् (ka + virama) representa a consoante morta "k".

Se este k क् é ainda seguida por outra consoante, por exemplo, ṣa षo resultado pode parecer-se a क्‌ष, o que representa kṣa como ka + (visível) virama + ṣa. Neste caso, dois elementos de k क् e ṣa ष são simplesmente colocados um por um, lado a lado. Alternativamente, kṣa também pode ser escrito como uma ligadura क्ष, que na verdade é a forma preferida, linguisticamente falando.